# Linia kolejowa Wechselburg – Küchwald
Linia kolejowa Wechselburg – Küchwald – dawna regionalna linia kolejowa w Niemczech, w kraju związkowym Saksonia. Biegła z Wechselburg na linii kolejowej Glauchau-Wurzen w dolinie Chemnitz do Chemnitz-Küchwald. Trasa otwarta została w 1902 roku i została zbudowana głównie z powodu licznych fabryk. Linia nieczynna jest od 2002 roku.